# Kirchenlamitz
Kirchenlamitz je německé město v bavorském zemském okrese Wunsiedel im Fichtelgebirge. Leží na řece Lamitz.

## Historie
Kirchenlamitz je v historických pramenech zmiňováno společně s nedalekým hradem Epprechstein poprvé v roce 1352, kdy jej jako léno získali purkrabí z Norimberku. Purkrabí Bedřich V. z Norimberku propůjčil Kirchenlamitz roku 1374 městská práva, o které město později ale přišlo. Kirchenlamitz později spadalo pod knížectví Bayreuthské, které se v roce 1791 stalo součástí Pruska. Po čtyřletém obsazení napoleonskými vojsky získalo Kirchenlamitz v roce 1810 Bavorské království. Od roku 1901 užívá Kirchenlamitz znovu městských práv.

## Památky
- hrad Epprechstein v místní části Buchhaus
- evangelicko-luterský kostel sv. Michaela z roku 1836
- katolický kostel sv. Michaela z roku 1953
- evangelicko-luterský hřbitovní kostel sv. Michaela z roku 1895
- památník 1. světové války

## Místní části
| - Kirchenlamitz - Buchhaus - Dörflas - Fahrenbühl - Fichtenhammer - Großschloppen - Hohenbuch | - Kleinschloppen - Mittelschieda - Niederlamitz - Oberschieda - Raumetengrün - Reicholdsgrün - Unterschieda |

## Partnerská města
- Kobyla Góra, Polsko